# Stenocionops contiguus
Stenocionops contiguus is een krabbensoort uit de familie van de Majidae. De wetenschappelijke naam van de soort is voor het eerst geldig gepubliceerd in 1892 door Rathbun.